# سبحانگولوو
سبحانگولوو (به لاتین: Subkhangulovo) یک منطقهٔ مسکونی در روسیه است که در باشقیرستان واقع شده‌است.